# Leges Porciae
Les Leges Porciae sont trois lois romaines promulguées au IIe siècle av. J.-C. qui traitent du thème du Provocatio ad populum, étendant et perfectionnant les dispositions des Leges Valeriae Publicolae. Ils doivent leur nom au fait qu'au moins deux des trois lois ont été promulguées pendant le consulat des membres de la Porcii.
- La Lex Porcia I, appelée Lex Porcia de capite civium, a été proposé par la tribune de la plèbe Publius Porcius Laeca, en 199 av. J.-C.. Elle étend le droit de provocation au-delà de 1000 pas de Rome, donc en faveur des citoyens romains résidant en province et des soldats contre leur commandant.
- La Lex Porcia II, appelée Lex Porcia de tergo civium, a été proposée par le consul Caton l'Ancien, en 195 av. J.-C.. Elle a étendu la faculté de provocatio ad populum contre la flagellation.
- La Lex Porcia III, probablement proposée par le consul Lucius Porcius Licinus en 184 av. J.-C., prévoyait une sanction très sévère (peut-être la peine capitale) pour le magistrat qui n'avait pas accordé la provocatio.

Les Leges Porciae permettent au citoyen-soldat de la République romaine d'échapper au pouvoir coercitif (coercitio) émanant de l'imperium des magistrats grâce à la procédure de provocatio ad populum. Le citoyen est alors jugé par l'assemblée populaires des comices centuriates.